# Sixpence None the Richer
Sixpence None The Richer  (em português: Seis Centavos (Pence) Não Deixam Ninguém Rico) foi uma banda de pop rock cristão estadunidense, formada em New Braunfels, Texas.
Foi formada pelos músicos Leigh Bingham Nash, Matt Slocum, Sean Kelly, Justin Carry, Jerry Dale McFadden, Dale Baker e Rob Mitchell. Teve ainda em sua formação Tess Wiley e J. J. Plasencio.
O Sixpence None the Richer começou a tomar forma no início dos anos 90 em New Braunfels, Texas, quando o guitarrista Matt Slocum conheceu a vocalista Leigh Nash em um retiro da igreja. A dupla gravou uma demo antes de finalmente assinar com a R.E.X. Records. Seu LP de estreia, The Fatherless & the Widow, foi lançado em 1993, seguido por seu segundo trabalho, This Beautiful Mess, de 1995, que ganhou um prêmio Dove. O EP Tickets for a Prayer Wheel logo veio em seguida.
Em 1997, o Sixpence None the Richer lançou seu álbum homônimo e, dois anos depois, eles dispararam para a fama global com o lançamento de "Kiss Me" como single. A música ultrapassou 1 bilhão de streams no Spotify, colocando a banda no clube de elite dos Billions. Notavelmente, mais de 33% desses streams ocorreram em 2024, demonstrando o alcance contínuo da música para novos públicos e o crescimento sustentado em popularidade. Além disso, em 2024, "Kiss Me" recebeu o certificado de Tripla Platina da RIAA, após a certificação de Dupla Platina em 2023. Apresentada em inúmeros filmes e programas de TV, a faixa catapultou o Sixpence None the Richer para o mainstream, sendo tocada em mais de dez países.
Os elogios continuaram com a interpretação da banda de "There She Goes", do The La, que também se tornou um grande sucesso. No outono de 2002, o Sixpence None the Richer retornou com Divine Discontent, e seu cover do clássico "Don't Dream It's Over", do Crowded House, os trouxe de volta às paradas no início de 2003. Embora o grupo tenha se separado discretamente em 2004, seus membros permaneceram ativos individualmente, lançando novas músicas periodicamente, incluindo os álbuns "The Dawn of Grace" e "Lost in Transition".
Em 2024, a banda se reuniu para lançar "Rosemary Hill", seu primeiro EP em mais de uma década, pela Flatiron Recordings. A revista Paste elogiou o lançamento, escrevendo: "Sixpence... está de volta e tão cativante como sempre. Rosemary Hill pega as raízes do rock da banda e as combina com um toque de distorção vibrante e alt-tone." Além disso, no outono de 2024, a banda embarcou em uma turnê de 25 anos pelos EUA, passando por 50 cidades, esgotando os ingressos em mais de uma dúzia de casas de show ao longo do caminho.
Em abril de 2025, Sixpence None the Richer lançou seu primeiro álbum ao vivo, Live at Gruene Hall, gravado em seu show esgotado em sua cidade natal, no lendário Gruene Hall — o salão de dança mais antigo do Texas em funcionamento contínuo.
Sixpence None the Richer ajudou a moldar o cenário musical através das gerações e continua a levar sua música, tanto nova quanto antiga, para públicos do mundo todo.

## História
A banda surgiu em meados de 1992, algum tempo depois da vocalista Leigh Bingham (que adotaria o "Nash" só mais tarde) e o guitarrista Matt Slocum se conhecerem em um retiro cristão. O nome veio em referência a uma passagem do livro Cristianismo Puro e Simples, de C.S. Lewis.
Dentre os singles lançados, "Kiss Me" de 1999, ganhou um disco de ouro. Outros dois singles entraram na lista da Billboard: "There She Goes" e "Don't Dream it's Over". A banda participou também de vários projetos, dentre os quais, estão incluídos City on a Hill, Roaring Lambs e Exodus.
Teve também algumas de suas canções incluídas em diversos filmes como Ela é demais e Como Perder um Homem em 10 Dias ("Kiss Me"), Mais que o acaso (com Ben Affleck) ("Need to be next to you" e "Love"), entre outros. A banda fez parte da trilha sonora de algumas séries de televisão como Dawson's Creek e Smallville ("Kiss Me"), Grey's Anatomy ("It Came Upon A Midnight Clear") e Felicity (Melody of You).[carece de fontes?]
Em novembro de 2007, Leigh e Matt se encontraram em um café e discutiram a volta da banda para uma tour que fora planejada para abril de 2008.[carece de fontes?] Após isto, a banda esteve trabalhando na divulgação de seu mais recente álbum, Lost in Transition, que foi lançado oficialmente em agosto de 2012, após quase dez anos sem nenhum registro inédito.
Em 2024, a banda se reuniu para lançar "Rosemary Hill", seu primeiro EP em mais de uma década, pela Flatiron Recordings. A revista Paste elogiou o lançamento, escrevendo: "Sixpence... está de volta e tão cativante como sempre. Rosemary Hill pega as raízes do rock da banda e as combina com um toque de distorção vibrante e alt-tone." Além disso, no outono de 2024, a banda embarcou em uma turnê de 25 anos pelos EUA, passando por 50 cidades, esgotando os ingressos em mais de uma dúzia de casas de show ao longo do caminho.
Em abril de 2025, Sixpence None the Richer lançou seu primeiro álbum ao vivo, Live at Gruene Hall, gravado em seu show esgotado em sua cidade natal, no lendário Gruene Hall — o salão de dança mais antigo do Texas em funcionamento contínuo.
Após passar por países da América Latina como Uruguai, Argentina, Chile, Panamá, Costa Rica e México a banda desembarcou no Brasil pela primeira vez para shows em diversos estados.  

## Discografia

### Álbuns de estúdio
- The Fatherless & the Widow (1994)
- This Beautiful Mess (1995)
- Sixpence None the Richer (1997)
- Divine Discontent (2002)
- The Dawn of Grace (2008)
- Lost in Transition (2012)
- Live at Gruene Hall (2025)

### Demos e EPs
- The Original Demos (1992) (demo)
- Tickets for a Prayer Wheel (1996) (EP)
- 6 Picks: Essential Radio Hits from Sixpence None the Richer (1997) (EP)
- Sessions@AOL (2004) (EP)
- Waiting On the Sun (Studio Series Performance Track) (2005) (EP)
- My Dear Machine (2008) (EP)
- The Tide (2023)
- We are love (2024)
- Rosemary Hill (2024)
- Julia (2024)
- The needle and The damage done (cover) (2025)

### Compilações
- Top Ten: Sixpence None the Richer (1997)
- Collage: A Portrait Of Their Best (1999)
- Mega 3 Collection (2002)
- The Best of Sixpence None the Richer (2004)
- The Early Years (2005)
- Greatest Hits (2009)
- Early Favorites (2010)

### Singles
| Ano  | Título                         | Álbum                                | US | US AC | US Adult Top 40 | UK | AUS | RIAA Certification |
| 1995 | "Angeltread"                   | This Beautiful Mess                  | –  | –     | –               | –  | –   | –                  |
| 1998 | "Kiss Me"                      | Sixpence None the Richer             | 2  | 2     | 2               | 4  | 1   | Ouro               |
| 1999 | "There She Goes"               | Sixpence None the Richer             | 32 | 19    | 7               | 14 | 47  | –                  |
| 2000 | "I Can't Catch You"            | Sixpence None the Richer             | –  | –     | –               | –  | –   | –                  |
| 2002 | "Breathe Your Name"            | Divine Discontent                    | –  | –     | 18              | –  | –   | –                  |
| 2003 | "Don't Dream It's Over"        | Divine Discontent                    | 78 | 12    | 9               | –  | –   | –                  |
| 2004 | "Us"                           | The Best of Sixpence None the Richer | –  | –     | –               | –  | –   | –                  |
| 2008 | "Angels We Have Heard On High" | The Dawn of Grace                    | –  | –     | –               | –  | –   | –                  |
| 2012 | "Radio"                        | Lost in Transition                   | –  | –     | –               | –  | –   | –                  |

### Trilhas sonoras
- Voando alto ("I've Been Waiting")
- Como perder um homem em dez dias ("Kiss Me")
- Ela é demais ("Kiss Me")
- Não é mais um besteirol americano ("Kiss Me")
- Seu Amor, meu destino ("I Need Love e We Have Forgotten")
- Mais que o acaso ("I Need To Be Next To You e Love" [remix de Ben Grossi])
- Quebrando o Gelo ("There She goes")
- Gilmore Girls ("There She goes")
- Be Cool ("Kiss Me")
- Comercial do Shampoo Organics no Brasil  ("There She Goes")
- Dawson's Creek ("Kiss Me")
- Grande menina, Pequena mulher ("Uptown Girls") - ("Charmed Life")
- As Ruas do Crime ("Mercy Streets") ("Love" [Remix])
- Felicity ("Melody of You")
- Smallville ("Don't Dream it's Over")
- Todas as garotas do Presidente ("Dancing Queen")